# Gusztáv Juhász
Gusztáv Juhász (19 de desembre de 1911 - 20 de gener de 2003) fou un futbolista romanès. Va formar part de l'equip romanès a la Copa del Món de 1934.